# Bitwa nad Mozgawą
Bitwa nad Mozgawą – nierozstrzygnięte starcie zbrojne mające miejsce 13 września 1195 roku nad rzeką Mozgawą pomiędzy oddziałami Mieszka III Starego, Mieszka I Plątonogiego i Jarosława Opolskiego z jednej strony i Leszka Białego oraz Romana Halickiego z drugiej.

## Opis bitwy
Bratobójcza bitwa mozgawska z 13 września 1195 roku jest według zgodnego uznania historyków jedną z najkrwawszych i największych bitew w Polsce w okresie rozbicia dzielnicowego. Głównym powodem konfliktu zbrojnego był wybór po śmierci Kazimierza II Sprawiedliwego 5 maja 1194 na księcia krakowskiego małoletniego, bo liczącego zaledwie osiem lub dziewięć lat, Leszka Białego, co nie spodobało się jego stryjowi Mieszkowi III Staremu oraz zwolennikom silnej władzy książęcej.

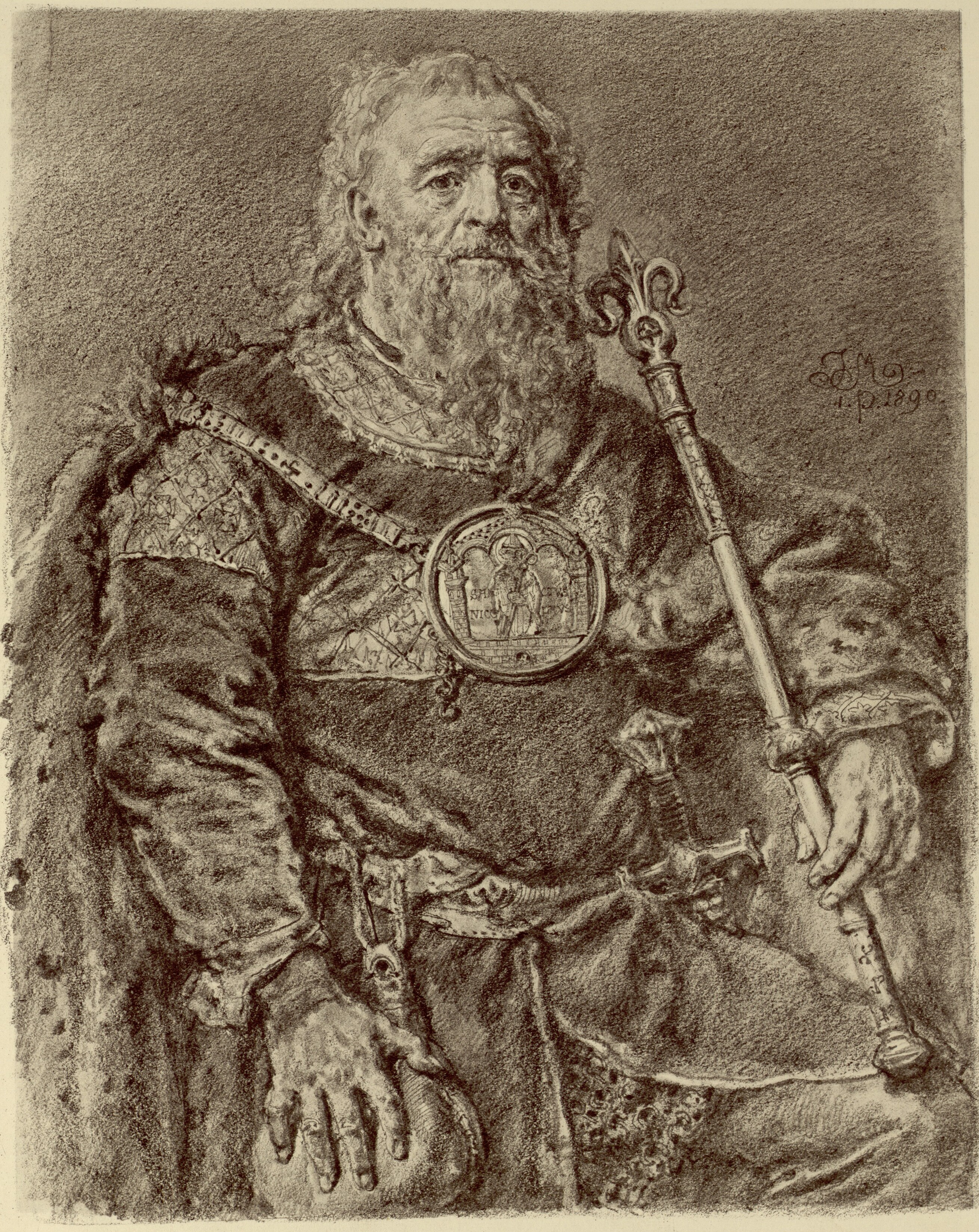
Mieszko Stary według obrazu Jana Matejki

Każda ze stron poszukiwała sobie sojuszników aby zbrojnie rozstrzygnąć narastający konflikt. W obronie Leszka Białego oprócz rycerstwa z obu części Małopolski pod ogólnym dowództwem wojewody krakowskiego Mikołaja Gryfity i najprawdopodobniej z Mazowsza przybyły posiłki Romana Halickiego, księcia włodzimierskiego, o czym informuje poza Kadłubkiem i Kroniką Wielkopolską, również latopis kijowski:
Roku 6703 (tj. 1195) Roman przestraszył się teścia swojego (Ruryka Rościsławowica) i pojechał w Lachy dla (uzyskania) pomocy, ku Kazimierzowicom (tj. Leszkowi Białemu i Konradowi I). I rzekli mu Kazimierzowice: My byśmy tobie radzi pomogli, lecz skrzywdzi nas stryj nasz Mieszko – szuka pod nami włości. Lecz ty przedtem urządź nas, abyśmy byli wszyscy Lachowie – nie różni, jeno za jedną byśmy tamą byli z tobą i byśmy pomścili krzywdy twoje. Romanowi zaś luba była rada ich. I posłuchawszy ich pojechał na Mieszka z synowcami jego Kazimierzowcami ... Mieszko zaś wyszedł przeciw niemu (z wojskiem), lecz nie chciał się bić z nimi, jeno kazał Romanowi, aby pogodził go z synowcami jego. Roman nie posłuchał go, ani mężów swoich i wydał mu bitwę. I zderzyli się Lachowie z Rusią i przemogli Lachowie Ruś, i zwyciężył Mieszko ... .
Z kolei Mieszka III Starego, oprócz sił z Wielkopolski i Kujaw syna Bolesława, wsparli Mieszko I Plątonogi, książę raciborski (zm. 1211), oraz jego bratanek, a syn Bolesława I Wysokiego – Jarosław (zm. 1201). Poważne wątpliwości może budzić jedynie, czy Jarosław uczestniczył w bitwie w swoim własnym imieniu, czy też przywiódł posiłki z dzielnicy ojca. Nieprawdziwa jest z kolei informacja Jana Długosza o pomocy dla władcy wielkopolskiego księcia Pomorza – Mszczuja I. W swojej kronice Kanonik krakowski pomylił też Jarosława z Bolesławem Wysokim.

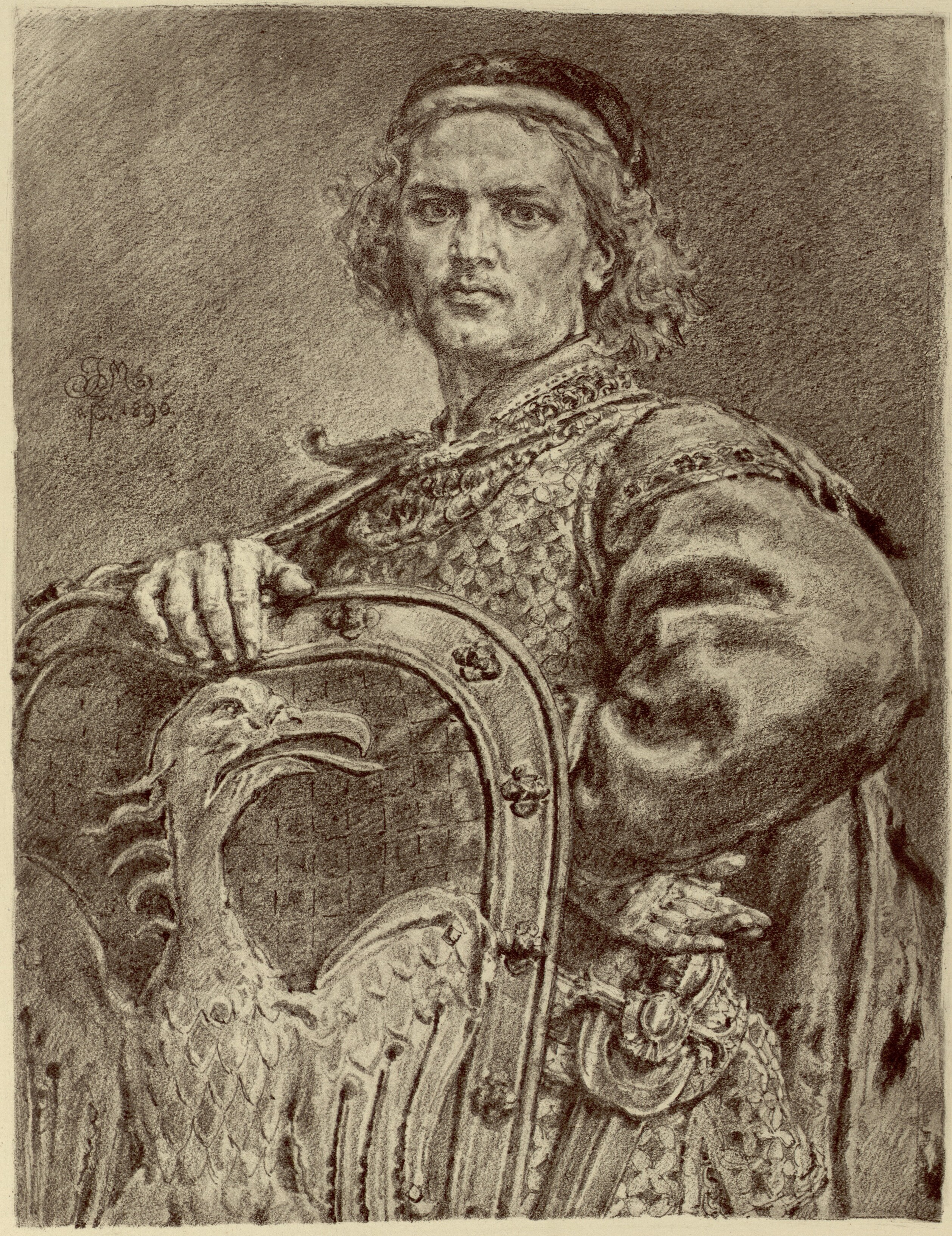
Leszek Biały według obrazu Jana Matejki

Sam obraz starcia najbardziej rzeczowo przedstawia Kronika Wielkopolska w całości zresztą oparta na Wincentym Kadłubku:
W roku Pańskim 1195 ... Mieszko Stary zebrawszy oddział dzielnych wojów zbliża się do prowincji krakowskiej, Krakowianie zabiegają mu drogę z Romanem księciem włodzimierskim ... . Była zaś w dzielnicy krakowskiej miejscowość, od nazwy rzeki zwana Mozgawą, położona niedaleko klasztoru w Jędrzejowie. W lasach sosnowych i zagajnikach tej miejscowości oba wojska ustawiły szyk bojowy ... (gdy bitwa się zaczęła – przyp.własny) wszyscy wzajemnie, bez żadnego wyboru wyrzynają się. Wtedy Bolesław, syn Mieszka, przebity włócznią wyzionął ducha ... A pewien, szeregowy woj rani śmiertelnie Mieszka Starego. Gdy usiłuje go dobić, ów zrzuciwszy hełm, krzyczy, że jest księciem. Wojak usłyszawszy to, prosi o przebaczenie ... i wycofuje go z walki. Tak i książę Roman otrzymawszy ciężkie rany musiał odstąpić od walk, a jego ludzie ponieśli wielkie straty. Na początku bowiem starcia ogromna część Rusinów rzuciła się do ucieczki ... Skoro zaś wojska rozeszły się po bitwie, znowu przyszedł Mieszkowi Staremu na pomoc Mieszko Plątonogi, wraz z bratankiem Jarosławem, synem księcia śląskiego Bolesława. Nie znalazłszy zgoła nikogo na miejscu walki ... winszują sobie i radują się, znaki zwycięstwa unosząc ... Komes Goworek zauważa ich obecność, napada ich małym wprawdzie oddziałem dzielnych mężów, lecz uderzając jak piorun, dzielnie ściera się i walczy, wreszcie ulega i jako jeniec zostaje uprowadzony ... .
Dalej kronikarz wielkopolski pisze o tym, jak biskup krakowski Pełka trwożąc się z powodu niewiedzy o wyniku bitwy, wobec sprzeczności ocalałych posyła posła, którym bez wątpienia był sam Wincenty Kadłubek, który tak informuje biskupa o wyniku starcia:
Stary Mieszko wraca do siebie, jęcząc pod brzemieniem podwójnego łupu, mianowicie pod ciężarem żalu z powodu śmierci syna i pod ciężarem bólu z powodu odniesionych ran. Roman zaś raniony, lecz nie śmiertelnie.
Po tej relacji biskup Pełka, razem z księciem Romanem, który wkrótce dociera do Krakowa podejmują decyzję o nieorganizowaniu pościgu.
Co więc możemy wysnuć z opowiadania Kadłubka i Kroniki Wielkopolskiej? Otóż, że starcie składało się z dwóch podstawowych etapów. W pierwszej, początkowej fazie bitwy Mieszko III zaczął odnosić sukces zmuszając Rusinów do ucieczki, zaś ich księcia Romana poważnie raniąc, co dało powód autorowi latopisu do stwierdzenia, że książę włodzimierski pod Mozgawą poniósł klęskę. Jednakże bezpośrednie zaangażowanie się Bolesława Kujawskiego i Mieszka III Starego w bitwę i śmierć pierwszego, oraz rana drugiego spowodowała załamanie się ducha bojowego Wielkopolan i wycofanie się z bitwy. Nie była to jednak paniczna ucieczka, bowiem także wojska małopolskie wojewody Mikołaja i ruskie Romana, wobec strat zdecydowały się wrócić do Krakowa.
Pierwsza część bitwy była więc nierozstrzygnięta i obie armie opuściły pole walki. Następnie przybyły spóźnione posiłki śląskie w postaci oddziałów Mieszka Plątonogiego i Jarosława Opolskiego, które natknęły się na również spóźnionego wojewodę sandomierskiego Goworka. Wojewoda nie zważając na szczupłość swoich sił zaatakował książąt śląskich, ponosząc porażkę i trafił do niewoli. Nic więc dziwnego, że biskup Pełka zdecydował się wysłać szpiega, który miał mu poddać prawdziwy przebieg bitwy. Relację Wincentego Kadłubka potwierdza cały szereg zapisek rocznikarskich, takich jak zależne od siebie Rocznik kapituły krakowskiej i Rocznik krótki, czy inne pokrewne. Datę dzienną śmierci Bolesława i bitwy znamy z wiarygodnego nekrologu trzebnickiego, który pod datą 13 września pisze Boleslaus filius Meseconis interfectus. Głównym skutkiem walki, jak ujął wielki historyk tego okresu Stanisław Smolka było to, że wraz z łupami poległych w bitwie nad Mozgawą, pogrzebano zasadę zwierzchnictwa monarszego krakowskiej dzielnicy. Uległa też zmianie polityka Mieszka Starego, który z drogi wojny wszedł na drogę układów z Leszkiem Białym i jego matką Heleną. Tron krakowski w końcu uzyskał w zamian za Kujawy, które Mieszko przejął po śmierci Bolesława. Dzielnica ta stała się odtąd integralną częścią dzielnicy wyznaczonej później młodszemu z Kazimierzowiców – Konradowi. Bolesław Kujawski został pochowany prawdopodobnie w kolegiacie św. Pawła w Kaliszu, w ulubionym kościele Mieszka III.